# ساغلو
كانت ساغلو ((بالروسية: Сагалло)‏؛ (بالفرنسية: Sagallou)‏) مستعمرة روسية قصيرة العمر تأسست عام 1889 على خليج تجرة في أرض الصومال الفرنسي (جيبوتي الحالية). وتقع ساغلو على بعد حوالي 149 كيلومتر (93 ميل) غرب مدينة جيبوتي.

## التاريخ
كانت ساغلو في الأصل قرية ساحلية صغيرة. خلال العصور القديمة كان ساغلو جزء من دويلات المدن التي في المشاركة في شبكة التجارة المربحة ربط التجار مع فينيقيا، ومصر البطلمية، واليونان، والإمبراطورية الفرثية، وسبأ، والأنباط، والإمبراطورية الرومانية.

### الحكم الفرنسي
| الانتماءات التاريخية                  |
| ------------------------------------- |
| أرض الصومال الفرنسية 1883-1967        |
| إقليم العفر والعيسى الفرنسي 1967-1977 |

سيطرت الدولة العثمانية على المنطقة من القرن السادس عشر إلى القرن التاسع عشر. ومن عام 1862 حتى عام 1894، كانت الأرض الواقعة شمال خليج تجرة تسمى أبخ ويحكمها سلاطين صوماليون وعفر، وهي سلطات محلية وقعت معها فرنسا معاهدات مختلفة بين عامي 1883 و1887 لكسب موطئ قدم في المنطقة.  في عام 1894، أسس ليونسي لاغارد إدارة فرنسية دائمة في مدينة جيبوتي وسميت المنطقة أرض الصومال الفرنسية، وهو الاسم الذي استمر حتى عام 1967.

### الحكم الروسي
| الانتماءات التاريخية                            |
| ----------------------------------------------- |
| الإمبراطورية الروسية 6 يناير 1889-5 فبراير 1889 |

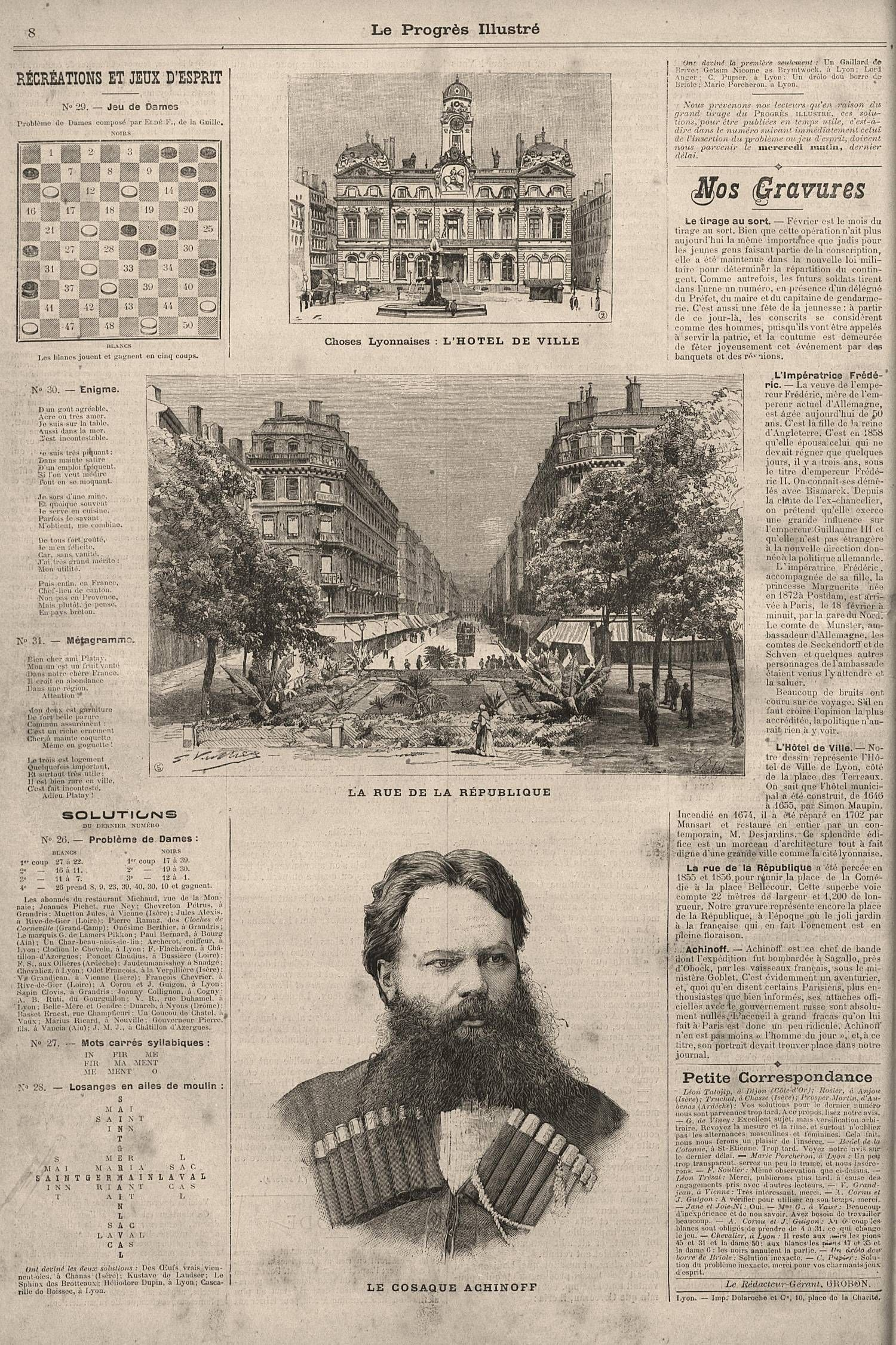
مقال من Le Progrès Illustré عن رحلة أشينوف الاستكشافية

في عام 1883، زار نيكولاي ايفانوفيتش أشينوف (مغامر، وبورغيس من بينزا ب. 1856) زار الحبشة (الإمبراطورية الإثيوبية) من أجل إقامة علاقات دينية وسياسية بين البلدين. بعد عودته إلى روسيا، أعرب أشينوف عن خططه للقيام برحلة استكشافية عام 1888 إلى خليج تجرة لإقامة مستوطنة، بينما زَعم أنه قوزاقي حر. أكد أشينوف للمشاركين أن سلطان تجرة محمد لواطة قد أجَّر له أرضًا في المنطقة بشكل دائم. في 10 ديسمبر 1888، استقل أشينوف مع 165 من تيريك القوزاق سفينة كورنيلوف المتجهة من أوديسا إلى الإسكندرية . ثم صعدت البعثة إلى السفينة الروسية لازاريف التي نقلتهم إلى بورسعيد. هناك، استأجر أشينوف السفينة النمساوية أمفيتريدا التي دخلت خليج تجرة في 6 يناير 1889. لقد اُستقبلت الحملة من قبا مجموعة من الكهنة الإثيوبيين. كافح أشينوف لإبقاء القوزاق تحت سيطرته، لكن البعض أغار على الداناكيل، وسرق بقرة وخروفًا بعد طرد رجال القبائل المحليين بنيران البنادق. ثم قبل السلطان 60 فرنكًا من أخيموف كتعويضات. طالبت وزارة الخارجية الفرنسية بشرح تصرفات أخيموف، ونأى سفير الإمبراطورية الروسية في باريس عن أخيموف. في 14 يناير، تم اختيار حصن ساغلو المصري المهجور كقاعدة جديدة للبعثة. أطلق أشينوف على الحصن موسكو الجديدة. أقيمت خيمة لتكون بمثابة كنيسة القديس نقولا ورُفع علم الحملة. انتشرت الشائعات حول الحجم الهائل للرحلة الاستكشافية بسرعة عبر الصحافة. في وقت لاحق، هرب العديد من المستعمرين إلى أبخ، لإبلاغ الفرنسيين بمكان وجود المستوطنة. في 5 فبراير، لاحظ القوزاق طرادًا فرنسيًا وثلاثة زوارق حربية فرنسية. تم إصدار إنذار، لكن أخينوف أساء فهمه ولم يستسلم. جاء القصف المدفعي الذي أعقب ذلك بمثابة مفاجأة كاملة للروس، مما أسفر عن مقتل 6 مستعمرين وإصابة 22. تم رفع قميص أبيض لإظهار الاستسلام. تنصلت الحكومة الروسية من أشينوف واتهمته بعصيان القيصر وأعمال القرصنة. تم القبض على المشاركين وترحيلهم إلى أوديسا على متن سفينة زابياكا.

## المناخ
| البيانات المناخية لـSagallo       | البيانات المناخية لـSagallo | البيانات المناخية لـSagallo | البيانات المناخية لـSagallo | البيانات المناخية لـSagallo | البيانات المناخية لـSagallo | البيانات المناخية لـSagallo | البيانات المناخية لـSagallo | البيانات المناخية لـSagallo | البيانات المناخية لـSagallo | البيانات المناخية لـSagallo | البيانات المناخية لـSagallo | البيانات المناخية لـSagallo | البيانات المناخية لـSagallo |
| الشهر                             | يناير                       | فبراير                      | مارس                        | أبريل                       | مايو                        | يونيو                       | يوليو                       | أغسطس                       | سبتمبر                      | أكتوبر                      | نوفمبر                      | ديسمبر                      | المعدل السنوي               |
| --------------------------------- | --------------------------- | --------------------------- | --------------------------- | --------------------------- | --------------------------- | --------------------------- | --------------------------- | --------------------------- | --------------------------- | --------------------------- | --------------------------- | --------------------------- | --------------------------- |
| متوسط درجة الحرارة الكبرى °م (°ف) | 29.2 (84.6)                 | 29.4 (84.9)                 | 31.4 (88.5)                 | 33.5 (92.3)                 | 36.5 (97.7)                 | 40.1 (104.2)                | 41.8 (107.2)                | 40.8 (105.4)                | 38.0 (100.4)                | 34.2 (93.6)                 | 31.5 (88.7)                 | 29.9 (85.8)                 | 34.7 (94.4)                 |
| متوسط درجة الحرارة الصغرى °م (°ف) | 20.2 (68.4)                 | 23.2 (73.8)                 | 24.6 (76.3)                 | 26.2 (79.2)                 | 28.8 (83.8)                 | 31.7 (89.1)                 | 31.0 (87.8)                 | 30.5 (86.9)                 | 30.8 (87.4)                 | 26.5 (79.7)                 | 24.1 (75.4)                 | 21.0 (69.8)                 | 26.6 (79.8)                 |
| الهطول مم (إنش)                   | 10 (0.4)                    | 8 (0.3)                     | 12 (0.5)                    | 13 (0.5)                    | 7 (0.3)                     | 1 (0.0)                     | 6 (0.2)                     | 20 (0.8)                    | 9 (0.4)                     | 11 (0.4)                    | 22 (0.9)                    | 15 (0.6)                    | 134 (5.3)                   |
| المصدر: Climate-Data.org          |                             |                             |                             |                             |                             |                             |                             |                             |                             |                             |                             |                             |                             |